# Torre di Buranaccio
La torre di Buranaccio si trova lungo la fascia costiera del comune di Capalbio, proprio sulla sponda del lago di Burano. La torre costiera è quella situata più a sud lungo il litorale tirrenico della Toscana.

## Storia
L'attuale fortificazione venne costruita attorno alla metà del Cinquecento, nel luogo dove sorgeva probabilmente una preesistente struttura di epoca medievale.
La torre costituiva l'avamposto difensivo più meridionale dello Stato dei Presidii e si trovava proprio ai confini con il Granducato di Toscana e lo Stato della Chiesa.
Nei secoli successivi la fortificazione ha subito alcuni interventi di ristrutturazione che, però, hanno mantenuto pressoché intatto l'originario aspetto.

## Descrizione
La torre di Buranaccio richiama gli elementi stilistici della più imponente Fortezza Spagnola di Porto Santo Stefano.
La struttura difensiva costiera si articola su tre livelli, presentando una sezione quadrata che poggia su un possente basamento a scarpa, con il quale viene messa in contiguità attraverso una cordonatura; le pareti si presentano prevalentemente rivestite in pietra e si caratterizzano per un notevole spessore che varia tra i 2 e i 3 metri.
La parte alta presenta un coronamento di mensole piuttosto larghe e sporgenti che costituiscono la base della terrazza sommitale, priva di merlature, ove originariamente si articolava probabilmente il ballatoio. Dall'interno della terrazza si eleva, ad uno dei quattro angoli, una piccola struttura posticcia in muratura a sezione rettangolare.